# Таитянский красноклювый пастушок
Таитянский пастушок, или  Таитянский трескун, или  Таитянский красноклювый пастушок (лат. Hypotaenidia pacifica) — вид исчезнувших нелетающих птиц из семейства пастушковых (Rallidae).

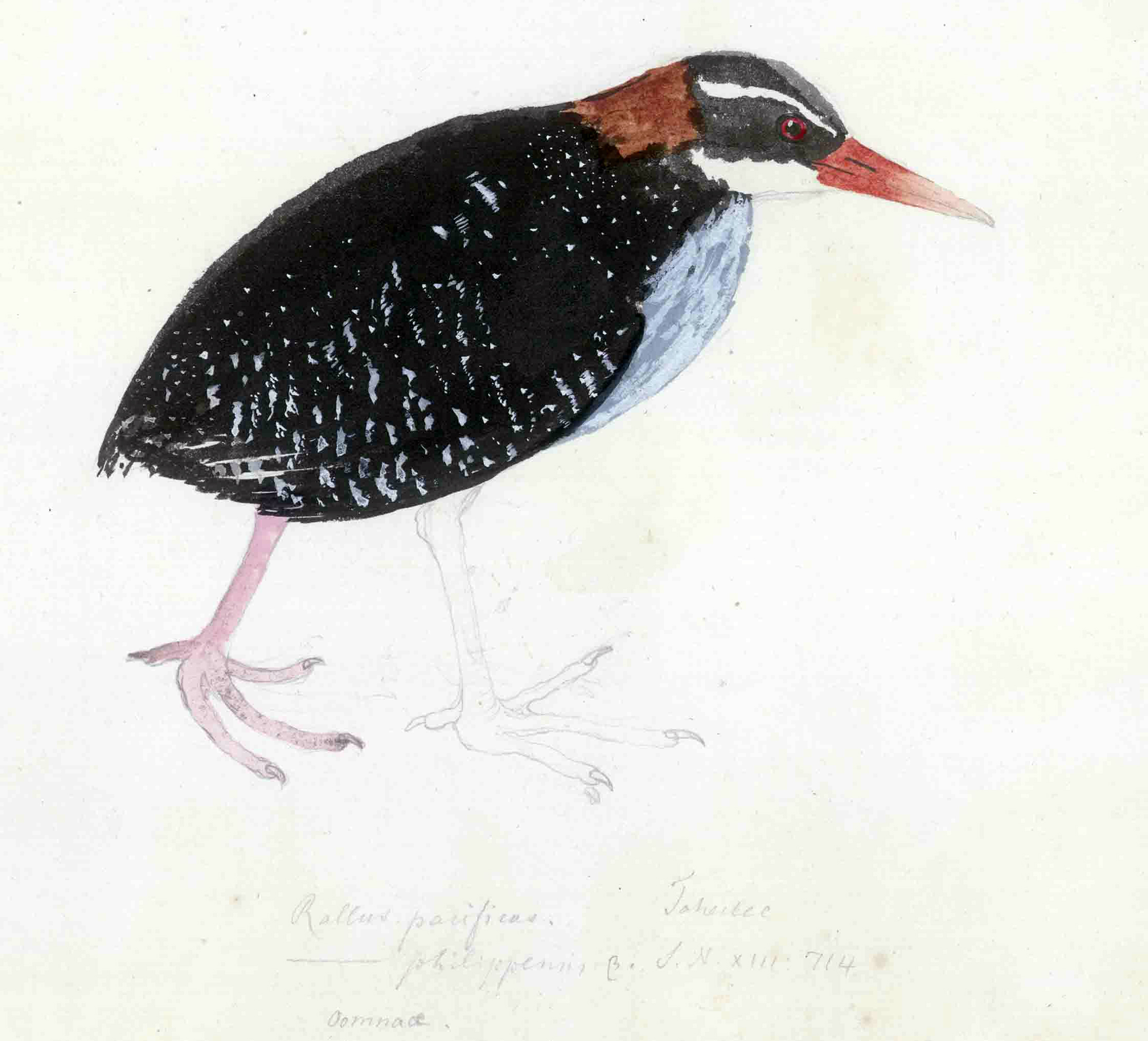
Рисунок Георга Форстера

Предположительно была обнаружена немецким натуралистом Иоганном Форстером на острове Таити в 1773 году во время второй кругосветной экспедиции Джеймса Кука. Сын Форстера Георг, также принимавший участие в плавании, сделал рисунок обнаруженной птицы.
Птица практически не была изучена, хотя — по некоторым данным — она встречалась до середины XIX века на Таити и до 1930 года — на соседнем острове Мехетиа.
Вероятней всего, пастушок был уничтожен кошками и крысами, завезёнными на острова человеком.